# بيتر ديو
بيتر ديو هو متسابق يخت دنماركي، ولد في 22 سبتمبر 1947.

## وصلات خارجية
- بيتر ديو على موقع أوليمبيديا (الإنجليزية)